# Cambeses do Rio
Cambeses do Rio is een plaats (freguesia) in de Portugese gemeente Montalegre en telt 141 inwoners (2001).